# Osiedle Chemik (Police)
Osiedle Chemik – osiedle w Policach, część Nowego Miasta Polic.
Po uruchomieniu w latach 60. XX wieku Zakładów Chemicznych Police wybudowano wielkie osiedle Chemik, które podzielono w 1997 roku na: 
- osiedle Dąbrówka
- osiedle Gryfitów
- osiedle Księcia Bogusława X
- osiedle Anny Jagiellonki.